# Boko Haram

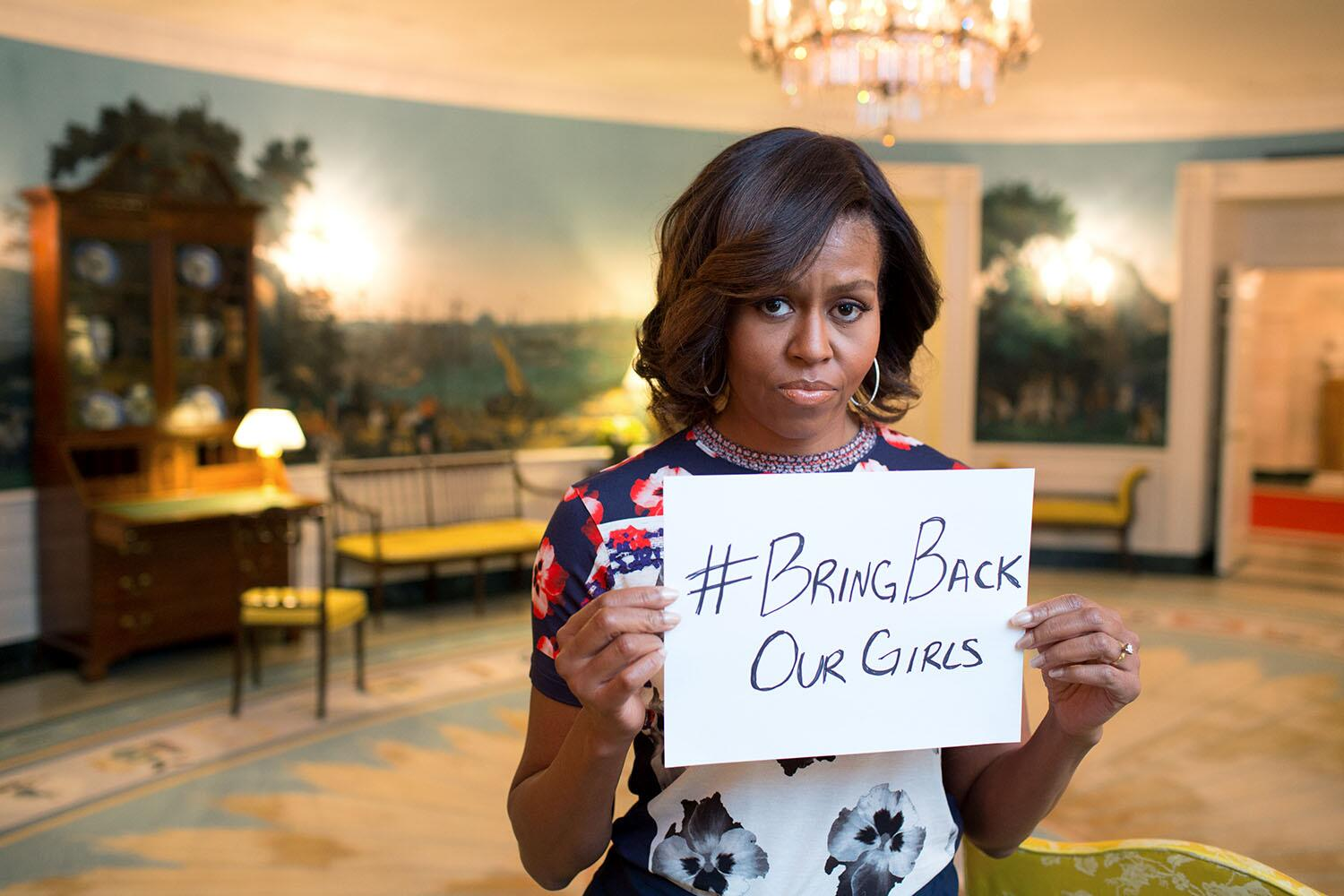
Michelle Obama in actie tegen Boko Haram

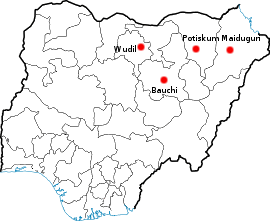
Plaatsen waar Boko Haram in 2009 aanslagen pleegde

Boko Haram, voluit Jama’atu ahlis sunna lidda’awati wal-jihad (Arabisch: جماعة اهل السنة للدعوة والجهاد, jama'atu ahli s-sunna li-d-da'awati wa-l-jihad), te vertalen als 'Mensen die toegewijd zijn aan de verbreiding van het woord van de profeet en de jihad', is een terreurorganisatie in Nigeria, die naar de strikte toepassing van de sharia in het hele land streeft. De organisatie heeft sterk het karakter van een sekte.
Boko Haram is vooral berucht geworden door het grote aantal aanslagen en door de ontvoering op 15 april 2014 van een grote groep schoolmeisjes. De groepering gebruikt verder alle mogelijke vormen van geweld. Het totaal aantal slachtoffers door het geweld van Boko Haram is sinds 2011 opgelopen tot meer dan 23.000. Het meeste geweld wordt in het noordoosten van Nigeria gepleegd.
Boko Haram is sinds 2014 verbonden met IS. In het voorjaar van 2014 zwoer de leider van Boko Haram, Abubakar Shekau, trouw aan IS en noemde zijn eigen beweging "de West-Afrikaanse provincie van IS". Nadien ontwikkelde zich echter een rivaliteit met ISIS, uiteindelijk leidend tot gevechtshandelingen tussen beide groeperingen.
In november 2015 bracht het Australische Institute for Economics and Peace de Global Terrorism Index over 2014 uit. Hieruit bleek dat Boko Haram in 2014 de dodelijkste en tevens snelst groeiende terreurgroepering ter wereld was, ondanks de gelijktijdige opkomst van IS.

## Achtergrond
Achterliggende oorzaken voor de opmars van Boko Haram zijn het al langere tijd voortdurend religieus geweld tussen christenen en moslims in (Noord-)Nigeria, en het feit dat Noord-Nigeria vrijwel niet meeprofiteert van de snelle Nigeriaanse economische groei en in vergelijking met het zuiden verder en verder achteropraakt.

## Naam en ideologie
De naam betekent in de lokale taal Oplichting is zondig, maar wordt vaak verkeerd uitgelegd als 'westers onderwijs is haram'. Het woord 'boko' wordt in de Hausa-taal gebruikt om fraude of oneigenheid te benoemen, zoals de verplichte 'westerse scholing' die onder Engels koloniaal bestuur werd opgezet in het noorden van Nigeria. Hoewel Boko Haram zich verzet tegen westers onderwijs, is dit verzet niet hun hoofddoel.
Boko Haram streeft naar een islamitische staat in West-Afrika die onder andere een verbod op al het onderwijs dat niet is gebaseerd op de islam behelst. De groep vergelijkt zichzelf met de Taliban in Afghanistan en ze wordt lokaal ook wel zo genoemd. Boko Haram strijdt niet alleen tegen westers onderwijs, maar ook tegen culturele, religieuze en wetenschappelijke invloeden die het aan het Westen toeschrijft. De groepering verbiedt bijvoorbeeld het dragen van T-shirts en broeken en het uitbrengen van een stem tijdens verkiezingen. In de visie van Boko Haram wordt de staat Nigeria geregeerd door ongelovigen. De beweging is overigens niet consistent met het uiten van haar doelen. Ze heeft verklaard dat alle Nigerianen zich tot de islam moeten bekeren, maar ook dat ze christenen als dhimmi's zal beschermen of dat ze een onafhankelijk Noord-Nigeria wil waar christenen ofwel uit moeten vertrekken dan wel als dhimmi mogen wonen. Met de trouwzwering aan Islamitische Staat leek het erop dat ze zich als West-Afrikaans deel van het IS-kalifaat beschouwt, maar deze binding bleek slechts nominaal en de verhoudingen verzuurden na 2016 tot openlijke vijandschap. Ook bestaan nominale banden met Al Qaida in de Islamitische Maghreb.

## Geschiedenis
De organisatie werd in 2002 door de geestelijke Mohammed Yusuf in Maiduguri opgericht, de hoofdstad van de noordoostelijke staat Borno. De geweldplegingen beperkten zich de eerste jaren tot die staat. Yusuf wilde een einde maken aan alle 'westerse' invloeden in zijn regio. Zo accepteerde hij niet dat in scholen werd onderwezen dat de aarde rond is en water verdampt door de zon. In 2009 werd het gebouw bestormd van waaruit de aanslagen werden uitgevoerd. Yusuf werd gevangengenomen en door de politie standrechtelijk geëxecuteerd. Abubakar Shekau, de nieuwe leider van de sekte, zou tijdens deze operatie gewond zijn geraakt. Tijdens een strijd om de macht binnen het versplinterende Boko Haram zou Shekau zijn positie hebben verstevigd door een bijzonder gewelddadig optreden, ook tegen lokale geestelijken die zich tegen hem uitspraken.
Doordat Boko Haram onder leiding van Shekau radicaliseerde en ook aanslagen ging plegen op moskeeën, ontstond er opnieuw een tweestrijd in de organisatie. De organisatie Ansaru zou in 2012 van Boko Haram zijn afgesplitst vanwege druk uit internationale jihadistische bewegingen als Al Qaida. Ze stond onder leiding van de zoon van de oprichter Mohammed Yusuf: Abu Musab al-Barnawi. Hij verwierp de aanvallen op moskeeën maar wilde de strijd tegen de christenen juist verhevigen.
Shekau ontwikkelde ook een soort persoonlijkheidscultus en heeft in videoboodschappen herhaaldelijk gezegd dat hij gelooft dat God hem de opdracht heeft gegeven om te moorden en dat hij "evenveel plezier haalt uit het moorden zoals hij plezier haalt uit het slachten van een kip of ram". Deze ontwikkelingen leidden ertoe dat zelfs veel conservatieve moslims in Noord-Nigeria, salafisten, niets met zijn organisatie van doen willen hebben. Hoewel de beweging moslims tracht te ontzien komt daar in praktijk weinig van terecht en worden ook moslims vaak slachtoffer van Boko Haram. Dit heeft tevens te maken met het feit dat in Noord-Nigeria christelijke scholen duurder zijn en als beter aangeschreven staan, waardoor ook moslims hun kinderen vaak naar christelijke scholen sturen.
Aanvankelijk beperkte de beweging zich tot lokale rooftochten, overvallen en aanslagen. Sinds 2013 worden het noorden van Nigeria en aangrenzende regio's in de buurlanden Tsjaad en Kameroen systematisch door Boko Haram geterroriseerd. Daarbij vielen duizenden doden en er werden honderden mensen gekidnapt, voornamelijk kinderen en buitenlandse arbeiders. Vaak werd een dorp of gebied overvallen, waarbij plunderingen, moorden en ontvoeringen plaatsvonden. Boko Haram verliet het gebied met buit en gevangenen meestal voor het Nigeriaanse leger de plek bereikte. Het leger bleek bovendien niet effectief tegen Boko Haram. Het was slecht bewapend, ongemotiveerd en weinig populair bij de lokale bevolking. Het kwam voor dat soldaten deserteerden uit angst voor Boko Haram, waarvoor in 2014 70 soldaten ter dood zijn veroordeeld door militaire gerechtshoven. Het leger werd door de bevolking gewantrouwd als verlengstuk van de centrale regering.
Wegens het uitblijven van steun van het Nigeriaanse leger mobiliseerden lokale moslims en christenen zich in burgermilities, om hun dorpen te beschermen tegen de rooftochten van Boko Haram. Hoewel dorpen soms succesvol waren bij het afslaan van aanvallen, hield dit het risico in dat de terroristen later terug zouden komen om wraak te nemen.
In het begin 2014 verhevigde het geweld zich. Zevenentwintig scholen werden door Boko Haram vernietigd. Het Nigeriaanse leger had geen antwoord op de rooftochten waardoor Boko Haram steeds brutaler werd. In navolging van Islamitische Staat ging het over op een strategie waarin men niet slechts gebieden overviel en plunderde maar ook probeerde te bezetten. Om haar ideologie kracht bij te zetten, riep Boko Haram op 24 augustus 2014 in Gwoza het islamitisch kalifaat uit. Eind 2014 werd een groot deel van Noordoost-Nigeria beheerst door de organisatie, met name het platteland van de deelstaat Borno. Ook vielen terroristen de provinciehoofdstad Maiduguri aan, maar ze slaagden er niet in deze te veroveren. Nigeria en een aantal buurlanden sloegen ten slotte de handen ineen tegen Boko Haram, en zetten in 2015 een tegenaanval in. In maart 2015 zwoer de beweging trouw aan Islamitische Staat, waar ze al eerder mee sympathiseerde, maar verloor terrein door de inzet van legereenheden van Nigeria, Tsjaad en Kameroen.
De nieuwgekozen president van Nigeria, Buhari, reisde in juni 2015 naar Tsjaad en Niger, om met die landen de strijd tegen de Boko Haram te coördineren.

## Relatie met ISIL
Hoewel Shekau trouw had gezworen aan ISIL was de binding slechts nominaal en ging Shekau vooral zijn eigen gang. De steen des aanstoots tussen Boko Haram en ISIS was de weigering van Shekau om een order van ISIL op te volgen om geen vrouwen en kinderen als zelfmoordterrorist in te zetten en niet meer massaal burgers te doden. Met andere woorden, hij was zelfs voor ISIL te radicaal en hij was onbetrouwbaar. In augustus 2016 was de maat vol en trachtte ISIL Shekau af te zetten als leider van de West-Afrikaanse vleugel, iets wat deze naast zich neerlegde. Hierop ontstond een scheuring tussen de West-Afrikaanse provincie van ISIL geleid door Abu Musab al-Barnawi, en Boko Haram, geleid door Shekau.
In de jaren daarop was de verhouding tussen Boko Haram en ISIL onduidelijk. Beide bewegingen groeiden, maar de West-Afrikaanse provincie van ISIL groeide harder dan Boko Haram (5.000 tegenover 1.000 tot 2.000 strijders) in 2019. De bewegingen raakten soms slaags met elkaar, maar hielpen elkaar ook wel eens tegen de Nigeriaanse overheid. Shekau heeft bovendien nooit openlijk een breuk met ISIL bevestigd. In april 2021 viel ISIL Boko Haram aan in het bos van Sambisa, wat leidde tot een strijd tussen beide bewegingen om de bases in het woud. Op 19 mei 2021 werd Shekau door zijn rivaal in het nauw gedreven, waarna hij zichzelf doodde met de bomgordel die hij droeg, en ISIL wist Boko Haram uit het Sambisawoud te verdrijven.

## Aanslagen

### 2004
- 24 februari – Bloedbad van Yelwa. Er vonden ernstige moordpartijen tussen christenen en moslims plaats.
- 11 mei – Er werden twee kerken door strijders van Boko Haram aangevallen. Er vielen 11 doden.[18]

### 2006
- 24 februari – In de steden Potiskum en Kontagora in het noorden en in Enugu in het zuidoosten van het land vonden rellen plaats naar aanleiding van de cartoons over Mohammed in Denemarken. Er vielen meer dan honderd doden, vier kerken werden verwoest.[19]

### 2008
- 28 november – Tijdens grootschalige rellen in de stad Jos werden meer dan 40 kerken in brand gestoken.[20] In totaal waren er bijna 400 doden te betreuren.[21]

### 2010
- 17 januari – Op deze datum braken er grootschalige rellen uit in Jos. Er vielen honderden doden, mogelijk 500. Honderden huizen, kerken, maar ook moskeeën werden verwoest.[22]
- 17 juli – In de stad Jos werden kerken verwoest en 10 christenen gedood tijdens grootschalige rellen.
- 25 december – Tijdens kerstvieringen vonden enkele aanslagen op kerken plaats in de steden Jos en Maiduguri. Hierbij kwamen 39 personen om het leven. Terreurorganisatie Boko Haram eiste de verantwoordelijkheid op.

### 2011
- Boko Haram was in 2011 verantwoordelijk voor meer dan 935 doden in Nigeria.[23]
- 28 januari – Er werd in Maiduguri een aanslag gepleegd, waarbij 7 mensen werden gedood.[24]
- 19 april – In Kaduna braken grootschalige rellen uit. Honderden mensen kwamen om het leven. Huizen, kerken en politiebureaus werden verwoest.[25]
- 16 juni – In de plaats Damboa kwamen vier mensen om na een aanslag.[26]
- 10 juli – In het dorp Suleija vond een bomaanslag plaats op de All Christian Fellowship Church. Er waren drie doden te betreuren.[27]
- 4 november – In de stad Potiskum werden vijf kerken verwoest.[27]
- 26 november – Het stadje Geidam in Noordoost-Nigeria werd overvallen door Boko Haram. De bevolking vluchtte, er werden acht kerken verwoest. Vier verdedigers werden gedood.[28]
- 24 december – Bij drie bomaanslagen werden in Maiduguri drie kerken verwoest. Een onbekend aantal mensen kwam om het leven.[29]
- Kerstmis 2011 – Verschillende aanslagen op kerken, waarbij tientallen christenen werden gedood. Naar aanleiding van deze terreuraanslagen riep de Nigeriaanse president Goodluck Jonathan de noodtoestand uit voor een aantal noordelijke deelstaten. Deze werd door de groepering echter genegeerd.

### 2012
- 6 januari – In Mubi werden 17 christenen gedood toen schutters het vuur openden tijdens een bijeenkomst. In de plaats Gombe werden bij een soortgelijke aanval 6 christenen gedood.[30]
- 20 januari – Er vond een reeks aanslagen plaats in de Noord-Nigeriaanse stad Kano, volgens de sekte een vergelding voor politieacties. Verspreid door de stad werden minstens acht gebouwen aangevallen van de politie en de geheime dienst. Aanvankelijk meldden de autoriteiten minimaal zeven doden en spraken ooggetuigen van minstens 20 doden, in de loop van de volgende dag werden minimale dodentallen van 80 en 120 genoemd.[31]
- 26 februari – Een zelfmoordaanslag op een kerk in Jos kostte aan drie kerkgangers het leven.[32]
- 11 maart – Een autobom doodde drie personen toen deze ontplofte nabij de St Sinba's Catholic Church in Jos.[33]
- 8 april – Tijdens Pasen vonden enkele aanslagen plaats op kerken. Hierbij kwamen ten minste 38 personen om het leven.[34] De meeste doden vielen bij een aanslag op een kerk in Kaduna. Hier werd na afloop van een kerkdienst een zware autobom tot ontploffing gebracht.[35] Twee kerken werden zwaar beschadigd.
- 29 april – Gewapende mannen doodden 16 kerkgangers in Kano.[36]
- 3 juni – Een autobom doodde 15 mensen bij een aanval op een kerk in de stad Bauchi.[37]
- 10 juni – Twee kerken in Jos werden beschoten door gewapende mannen. Er vielen 5 doden.[38]
- 17 juni – Bij een bomaanslag op een kerk in Zaria kwamen 21 christenen om het leven.[39]
- 6 augustus – Aanslag op de Deeper Life Church in Okene. Door terroristen werd met machinegeweren geschoten, waarbij 19 doden vielen.[40][41] Veel kerkgangers raakten gewond.
- 23 september – Een bomaanslag op een kerk in Bauchi kostte aan drie mensen het leven.[42]
- 28 oktober – Tijdens een mis op zondag werd de katholieke St. Ritakerk in Kaduna getroffen door een bomaanslag. Er vielen zeven doden. Christenen voerden vergeldingsaanvallen uit, waarbij drie doden vielen.[43]
- 25 november – Bij een bomaanslag op een kerk in Jaji vielen 11 doden.[44]
- 25 december – Twee aanslagen tijdens Kerstmis. De eerste aanslag vond plaats in de stad Potiskum, in de staat Yobe, gelegen in het noordoosten van het land. Gewapende mannen schoten zeker 6 bezoekers van een nachtmis dood. Onder de slachtoffers zou ook de priester zijn. Het kerkgebouw is na de aanval in brand gestoken. Een andere aanslag vond plaats in de stad Maiduguri in het noorden van het land. Hier werden eveneens 6 kerkgangers gedood, onder wie de voorganger.[45]
- 28 december – Twee dagen na kerst, werden in het dorp Chibok in het noordoosten van het land vijftien kerkgangers gedood nadat extremisten een kerk binnendrongen. De slachtoffers werd de keel doorgesneden.[46]

### 2013
- 16 april – In de plaats Baga werden 200 mensen vermoord.[47]
- 5 mei – Bij een aanval op een markt en een kerk in Njilan kwamen 10 mensen om.[48]
- 29 juli – Een bomaanslag op een kerk in Kano eiste ten minste 29 levens.[49]
- Nacht van zaterdag op zondag 29 september 2013 – Leden van Boko Haram vielen de campus van een landbouwuniversiteit binnen en schoten daar ongeveer 50 studenten in hun slaap dood. Tevens is er brand gesticht in de collegezalen. Het exacte dodental is niet bekend.[50]

### 2014
- Het aantal slachtoffers door het geweld van Boko Haram is in 2014 opgelopen tot boven de 10.000.[51]
- 26 januari – Strijders van Boko Haram overvielen een christelijk dorp in het noordoosten van Nigeria. In een kerk vielen 22 doden.[52]
- 16 februari – Strijders van Boko Haram vielen een dorp aan en hebben tientallen mensen vermoord. De strijders droegen legeruniformen waardoor de bewoners dachten dat ze veilig waren.
- 25 februari – Bij een aanval op een kostschool midden in de nacht werden tientallen kinderen vermoord. De kinderen werden beschoten, bij anderen werd de keel doorgesneden en sommigen werden levend verbrand.
- 27 februari – In Wada Chakawa werd een kerk bestormd tijdens een mis. Er vielen ten minste 20 doden.[53]
- 16 maart – In de staat Taraba werden dorpen aangevallen door groepen gewapende mannen. In een katholieke kerk vielen 35 doden onder gevluchte dorpsbewoners.[54]
- 14 april – Strijders van Boko Haram pleegden een bomaanslag in Abuja. Er ontploften twee explosieven op een overvol busstation in een buitenwijk. De explosieven ontploften in twee bussen met forensen. Volgens ooggetuigen vlogen "afgerukte lichaamsdelen door de lucht".[55]
- 15 april – In de noordoostelijke deelstaat Borno werden zeker tweehonderd meisjes ontvoerd door gewapende mannen van Boko Haram.
- 5 mei – Meer dan 300 inwoners van het dorp Gamboru Ngala in het noordoosten van Nigeria werden vermoord door Boko Haram.[56]
- 12 mei –Tien burgers in het dorpje Shawa in het noordoosten van het land werden vermoord door Boko Haram.
- 15 mei – Leden van Boko Haram vielen enkele dorpen aan in het noordoosten van Nigeria. Bij de aanval kwamen 60 burgers om het leven, maar de dorpsmilities wisten Boko Haram terug te dringen, waarbij meer dan 200 terroristen zouden zijn gedood.[57]
- In de nacht van 16 mei – Boko Haram viel een Chinees arbeiderskamp aan in het noorden van Kameroen, waarbij ten minste een dodelijk slachtoffer viel, en mogelijk tien Chinezen werden gekidnapt.[58]
- 20 mei – Er vielen ten minste 118 slachtoffers bij een dubbele aanslag in Jos. De eerste autobom ging af op de grootste markt van de stad. Een halfuur later ging op vrijwel dezelfde plaats een tweede bom af, gericht tegen hulpverleners.[59]
- 21 mei – Boko Haram viel opnieuw het dorp Shawa aan. Hierbij zouden 30 mensen om het leven zijn gekomen. Bij een aanval op andere dorpen diezelfde dag zouden nog eens 29 boeren zijn overleden.[60]
- 27 mei – Ervielen in de noordoostelijke provincies Yobo en Borno tientallen doden, onder wie politieagenten, militairen en burgers.[61]
- 30 mei d Len van Boko Haram deschoten  Emir van Gwoza in zijn auto dood, toen hij terugkwam van een begrafenis. Tevens kwamen bij deze aanval twee agenten om het leven. Andere islamitische leiders konden ternauwernood ontkomen.[62] De gouverneur van de provincie reisde naar de locatie af en was in eigen woorden geschokt door wat hij aantrof; op de route kwamen zij langs 16 verwoeste en verlaten dorpen.
- 1 juni – Boko Haram pleegde waarschijnlijk in Mubi een aanslag op een café, waar mensen naar voetbal zaten te kijken. Er vielen minstens 14 slachtoffers.[63]
- 2 juni – In de stad Attangara werd het vuur geopend op kerkgangers vanaf een motorfiets. Negen van hen kwamen om het leven.[64]
- 4 juni – Erzouden in de dorpen Danjara, Agapalwa, en Antagara meer dan 200 mensen zijn vermoord. Leden van Boko Haram zouden zich hebben voorgedaan als het Nigeriaans leger, waardoor de bewoners hen eerst verwelkomden.[65]
- 5 juni – Er werden in het dorp Bardari in Borno zeker 42 mensen vermoord.[66] Bij deze aanval zouden Boko Haram-leden zich hebben verkleed als priester. Dezelfde dag werden in Chibok, de plaats waar op 15 april ook al een grote groep meisjes werd ontvoerd, weer 20 meisjes ontvoerd.[67]
- 25 juni - Bij twee aanslagen in Lagos vielen zeker 21 doden.[68]
- 27 juni – In het noorden van het land werden vijf kerken aangevallen in de dorpen Kautikiri en Kwada (vlak bij Chibok), waarbij ‘tientallen doden’ vielen.[69][70]
- 18 juli – Bij een aanval op het dorp Damboa zouden minstens 100 doden zijn gevallen.[71]
- 27 juli – In het noorden van Kameroen kidnapte Boko Haram de vrouw van de vicepremier van het land. Bij de actie vielen 3 doden. Op dezelfde dag zouden bij een bomaanslag in Kano nog 5 mensen zijn overleden.[72]
- 13 en 14 december – In het dorp Gumburi vond weer een massaontvoering plaats, zeker 185 mensen, vrouwen en kinderen werden ontvoerd. Er vielen 35 slachtoffers.[73] Gumburi ligt op 20 km van Chibok, waar op 15 april meer dan 200 meisjes werden ontvoerd.
- 22 december – Aanslagen in het dorp Gombe en in de plaats Bauchi hebben het leven van zeker 27 mensen gekost. Er vielen meer dan 60 gewonden.[51]

### 2015
- 3 tot 7 januari – In de plaats Baga, waar op 16 april 2013 ook al een grote aanslag was gepleegd, richtte Boko Haram een bloedbad aan. Honderden mensen werden vermoord, sommige schattingen spreken van tweeduizend doden.[74]
- 12 januari – Het leger van Kameroen doodde ruim 140 strijders die het noorden van het land waren binnengedrongen.[75]
- 13 februari – Voor het eerst doodde Boko Haram mensen in Tsjaad, bij een aanval op een vissersdorp aan het Tsjaadmeer. Hierbij vielen zeker vijf doden.[76]
- 15 tot 18 februari – Het Nigeriaanse leger voerde een operatie uit om elf dorpen te heroveren en doodde daarbij meer dan driehonderd strijders van Boko Haram.[77]
- 7 maart – Uit een audioboodschap op het internet bleek dat Boko Haram zich wilde aansluiten bij en trouw zwoer aan Islamitische Staat in Irak en Syrië.[78]
- 12 maart – Islamitische Staat aanvaardde het voorstel van Boko Haram zodat het een West-Afrikaanse vleugel kreeg.[79]
- 17 november – Bij een zelfmoordaanslag nabij een benzinestation in de stad Yola (Nigeria) werden minstens 32 mensen gedood en 80 gewond. De terreurorganisatie Boko Haram werd verantwoordelijk gehouden.[80]
- 18 november – Bij een zelfmoordaanslag op een markt in de stad Kano (Nigeria) werden minstens 19 mensen gedood en 7 gewond. Terreurorganisatie Boko Haram werd verantwoordelijk gehouden.[81]
- 6 december – Bij een drievoudige zelfmoordaanslag op een markt op Kouloukoua (een eiland in het Tsjaadmeer) vielen zeker dertig doden en meer dan tachtig gewonden.[82]

### 2016
- 13 januari – 12 mensen werden gedood bij een aanslag op een moskee in Kouyape.[83]
- 25 januari – In Bodo, een plaats in het noorden van Kameroen, doodden 4 explosies 32 mensen.[83]
- 27 januari – Op een markt in Chibok bliezen vier vrouwen zichzelf op, waarbij 13 doden en 30 gewonden vielen. Vermoed wordt dat Boko Haram hierachter zat.[84]
- 30 januari – Bij een aanval door Boko Haram in de plaats Dalori vielen zeker 65 doden. Volgens berichten zijn mensen levend verbrand toen hun hutten door de terroristen in brand werden gestoken.[85]

### 2017
- 22 maart – Er vielen 4 doden bij 3 bomaanslagen bij Muna Garage in het noordoosten van Nigeria.[86]

### 2019
- 28 juli – Leden van Boko Haram doodden 65 mensen tijdens een aanslag. 10 mensen raakten gewond.[87]

### 2020
- 10 juni – Bij een vergeldingsactie van Boko Haram worden 81 mensen gedood en 7 mensen ontvoerd.[88]
- 29 november – Ten minste 110 mensen worden het slachtoffer van Boko Haram tijdens een wraakactie.[89] De aanslag vond plaats in Koshobe, een dorp in de Nigeriaanse staat Borno. De slachtoffers waren voor het merendeel boeren die op een rijstveld aan het werk waren.[90]
- 11 december – Bij een aanval op een kostschool in het Nigeriaanse Kankara (in de staat Katsina) worden minstens driehonderd jongens ontvoerd. Enkele dagen later claimt Boko Haram de verantwoordelijkheid.[91]